# Gènova-Niça
La Gènova-Niça (en francès Gênes-Nice; en italià Genua-Nice) és una cursa ciclista que es disputava entre les viles de Gènova, Itàlia i Niça, França. Creada el 1910 la cursa tingué uns inicis irregulars, fins a consolidar-se entre 1953 i 1971. Les dues darreres edicions es disputaren el 1975 i 1977.
Les edicions de 1958, 1960, 1962, 1964, 1967 i 1973 es disputaren amb un recorregut invers, entre Niça i Gènova

## Palmarès
| Any       | Vencedor            | Segon                    | Tercer                   |
| --------- | ------------------- | ------------------------ | ------------------------ |
| 1910      | Omer Beaugendre     | Eberardo Pavesi          | Luigi Ganna              |
| 1911-1913 | No es disputa       | No es disputa            | No es disputa            |
| 1914      | Guido Vercellino    | Angelo Bianchi           | Giosue Lombardie         |
| 1915-1920 | No es disputa       | No es disputa            | No es disputa            |
| 1921      | Costante Girardengo | Giuseppe Azzini          | Emilio Petiva            |
| 1922-1934 | No es disputa       | No es disputa            | No es disputa            |
| 1935      | Raoul Lesueur       | Osvaldo Bailo            | Max Bulla                |
| 1936      | Pietro Rimoldi      | Olimpio Bizzi            | Luigi Augusto Introzzi   |
| 1937      | Raoul Lesueur       | Osvaldo Bailo            | Dominique Zanti          |
| 1938      | Amédée Rolland      | Pietro Scalbi            | Joseph Aureille          |
| 1939-1952 | No es disputa       | No es disputa            | No es disputa            |
| 1953      | Charles Gregorini   | Adolphe Pezzuli          | Joseph Dalbera           |
| 1954      | Jesus Martinez      | Jean Cottalorda          | Jacques Dupont           |
| 1955      | René Privat         | Gilbert Bauvin           | Ugo Anzile               |
| 1956      | Jean Bobet          | Jean Lerda               | Eugène Telotte           |
| 1957      | Louison Bobet       | Jacques Anquetil         | Gilbert Bauvin           |
| 1958      | Nino Defilippis     | Cleto Maule              | Joseph Groussard         |
| 1959      | Joseph Groussard    | René Privat              | Jean Moxhet              |
| 1960      | Jean Stablinski     | Seamus Elliott           | Henry Anglade            |
| 1961      | Fernand Picot       | Edouard Delberghe        | Raymond Poulidor         |
| 1962      | Antonio Bailetti    | Jean-Claude Annaert      | Dino Liviero             |
| 1963      | Rudi Altig          | Raymond Poulidor         | André Darrigade          |
| 1964      | André Darrigade     | Jean Graczyk             | Italo Zilioli            |
| 1965      | Carmine Preziosi    | Paul Gutty               | Franco Balmamion         |
| 1966      | Lucien Aimar        | Michele Dancelli         | Rudi Altig               |
| 1967      | Jan Janssen         | Hubert Niel              | Roger Pingeon            |
| 1968      | Cyrille Guimard     | Willy Monty              | André Zimmermann         |
| 1969      | Cyrille Guimard     | José Catieau             | Michel Perin             |
| 1970      | Luciano Armani      | Felice Gimondi           | Leif Mortensen           |
| 1971      | Gerard Vianen       | Claudio Michelotto       | Michel Perin             |
| 1972      | No es disputa       | No es disputa            | No es disputa            |
| 1973      | Marino Basso        | Miguel María Lasa Urquía | Daniel Ducreux           |
| 1974      | No es disputa       | No es disputa            | No es disputa            |
| 1975      | Raymond Delisle     | Cyrille Guimard          | Miguel María Lasa Urquía |